# Trochosula
Trochosula is een geslacht van spinnen uit de familie wolfspinnen (Lycosidae).

## Soorten
De volgende soorten zijn bij het geslacht ingedeeld:
- Trochosula afghana Roewer, 1960
- Trochosula conspersa (L. Koch, 1882)
- Trochosula grazianii (Caporiacco, 1939)
- Trochosula luctuosa (Mello-Leitão, 1947)